# Adiantum phyllitidis
Adiantum phyllitidis là một loài thực vật có mạch trong họ Adiantaceae. Loài này được J. Sm. miêu tả khoa học đầu tiên năm 1842.